# Warren Scarfe
Warren James Scarfe (11 de dezembro de 1936 — 4 de novembro de 1964) foi um ciclista australiano que competiu pela Austrália nos Jogos Olímpicos de Verão de 1956 e de 1960.